# Бер-Лейк (Вісконсин)
Бер-Лейк (англ. Bear Lake) — місто (англ. town) в США, в окрузі Беррон штату Вісконсин. Населення — 670 осіб (2020).

## Демографія
Згідно з переписом 2010 року, у місті мешкало 659 осіб у 264 домогосподарствах у складі 208 родин. Було 376 помешкань
Расовий склад населення:
| - 98,8 % — білих - 0,5 % — чорних або афроамериканців - 0,2 % — корінних американців |

До двох чи більше рас належало 0,6 %. Частка іспаномовних становила 0,5 % від усіх жителів.
За віковим діапазоном населення розподілялося таким чином: 19,3 % — особи молодші 18 років, 64,9 % — особи у віці 18—64 років, 15,8 % — особи у віці 65 років та старші. Медіана віку мешканця становила 46,2 року. На 100 осіб жіночої статі у місті припадало 114,0 чоловіків;  на 100 жінок у віці від 18 років та старших — 116,3 чоловіків також старших 18 років.
Середній дохід на одне домашнє господарство  становив 73 614 долари США (медіана — 64 375), а середній дохід на одну сім'ю — 85 294 долари (медіана — 70 795). Медіана доходів становила 45 417 доларів для чоловіків та 31 417 доларів для жінок. За межею бідності перебувало 2,7 % осіб, у тому числі 2,9 % дітей у віці до 18 років та 0,0 % осіб у віці 65 років та старших.
Цивільне працевлаштоване населення становило 430 осіб. Основні галузі зайнятості: освіта, охорона здоров'я та соціальна допомога — 18,8 %, виробництво — 17,0 %, сільське господарство, лісництво, риболовля — 10,7 %, будівництво — 10,2 %.